# On Falling
On Falling ist ein Filmdrama und das Spielfilmdebüt von Laura Carreira. Der Film mit Joana Santos in der Hauptrolle als portugiesische Immigrantin, die in einem Vertriebszentrum in Schottland arbeitet, feierte im September 2024 beim Toronto International Film Festival seine Premiere.

## Handlung
Eine portugiesische Immigrantin namens Aurora hat in einem Vertriebszentrum in Schottland einen Job gefunden. Anhand einer Liste sucht sie Artikel, scannt sie mit ihrem Strichcode-Lesegerät und packt sie in eine Kiste. Wenn sie die Schnellste war, darf sie sich als „Top-Pickerin“ als zusätzliche Belohnung im Büro ihres Vorgesetzten einen Schokoriegel aussuchen.
Aurora ist in einem Wohnheim für Arbeiter untergekommen. Weil sie alle an unterschiedlichen Orten und zu verschiedenen Zeit arbeitet, baut sie zu ihren Arbeitskollegen und den anderen Mitbewohnern keinen wirklichen Kontakt auf. In ihrer Freizeit sitzt sie allein in der Küche und sieht sich auf ihrem Smartphone die beliebte Fernsehsendung The Golden Chain an. Für anderes Vergnügen fehlt Aurora das Geld. Sie verdient nicht einmal genug, um sich bei dem polnischen Kraftfahrer Kris mit einer Einladung zum Essen zu revanchieren. Als Aurora versehentlich ihr Telefon kaputtmacht, kann sie kaum dessen Reparatur bezahlen.

## Produktion

### Regie und Drehbuch
Regie führte die Portugiesin Laura Carreira, die auch das Drehbuch schrieb. Teilweise ist On Falling von ihren Erfahrungen in der Zeit als Filmstudentin in Edinburgh inspiriert. Ihr erster Kurzfilm Red Hill wurde beim 73. Edinburgh International FilmFestival mit den New Visions Award ausgezeichnet und war bei den BAFTA Scotland Awards 2019 als bester Kurzfilm nominiert. Ihr Kurzfilm The Shift wurde 2020 bei den Internationalen Filmfestspielen von Venedig gezeigt und war für den Europäischen Filmpreis nominiert. Im Jahr 2021 gewann Carreira den New Talent Award bei IndieLisboa. On Falling ist ihr Spielfilmdebüt. Carreira lebt in Schottland und wurde 2022 von Screen Daily zu einem der Rising Stars Scotland gekürt. Der Film entstand mit der Unterstützung der Produktionsfirma von Ken Loach. Er ist neben Rebecca O’Brien und Jack Thomas-O’Brien auch einer der Produzenten von On Falling.

### Filmförderung, Besetzung, und Dreharbeiten
On Falling erhielt vom Filmmaking Fund des British Film Institute eine finanzielle Unterstützung in Höhe von 530.000 £.

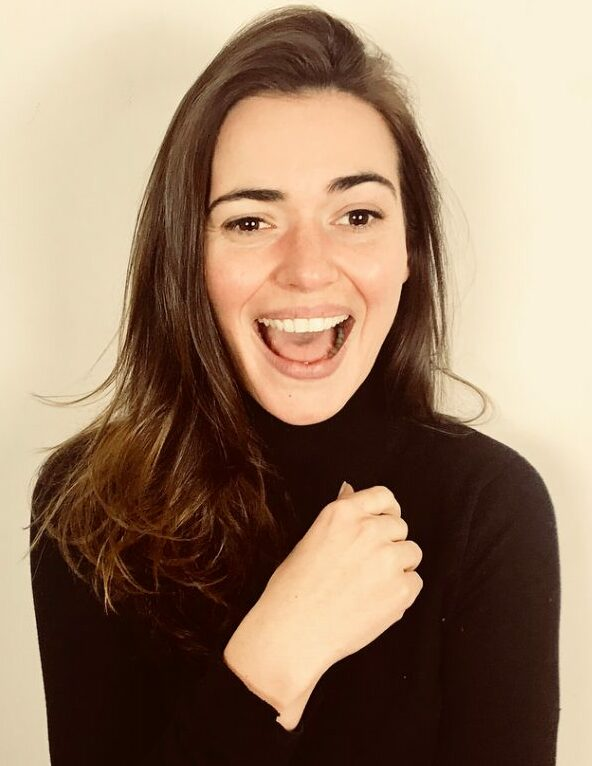
Joana Santos spielt Aurora

Joana Santos spielt in der Hauptrolle Aurora. Die Portugiesin war zuletzt in Filmen wie Um Filme em Forma de Assim von João Botelho und in Vadio ihres Ehemanns Simão Cayatte und in 300 Folgen der Fernsehserie Flor Sem Tempo in einer der Hauptrollen als Caetana Vaz Torres zu sehen. Neil Leiper, bekannt aus Loachs The Old Oak, spielt Ben. Robert Rutonic spielt den polnischen Lieferwagenfahrer Viktor. Die weiteren Schauspieler Ola Forman, Ross Ian-Martin, Inês Vaz und Helen Robinson sind relative Neulinge im Filmbereich.
Die Dreharbeiten wurden im Oktober 2023 im schottischen Glasgow begonnen. Dort drehte man unter anderem in der Innenstadt. Weitere Aufnahmen entstanden in Edinburgh. Die Dreharbeiten wurden Mitte November 2023 beendet. Als Kameramann fungierte Karl Kürten. Er war zuletzt für den deutschen Jugendfilm Get Up von Lea Becker tätig.

### Marketing und Veröffentlichung
Im Februar 2024 wurde der Film im Rahmen des European Film Market vorgestellt. Die Premiere von On Falling fand am 6. September 2024 beim Toronto International Film Festival statt, wo der Film in der Sektion Discovery gezeigt wurde. Kurz zuvor wurde der erste Trailer vorgestellt. Ebenfalls im September 2024 wurde er im Wettbewerb beim San Sebastian International Film Festival gezeigt. Im Oktober 2024 erfolgten Vorstellungen beim London Film Festival und beim Zurich Film Festival. Im Januar 2025 wurde der Film beim Tromsø International Film Festival gezeigt und im April 2025 beim Lichter Filmfest. Ende Juni, Anfang Juli 2025 wird On Falling beim La Rochelle Film Festival vorgestellt.

## Rezeption

### Kritiken
Von den bei Rotten Tomatoes aufgeführten Kritiken sind 94 Prozent positiv.
Sophie Monks Kaufman schreibt in ihrer Kritik für IndieWire, Laura Carreiras Debütfilm sei weitaus besser als alles, was Ken Loach, der On Falling über die von ihm mitbegründete Firma Sixteen Films produzierte, in den letzten Jahren seiner Karriere gedreht hat. Carreira habe für ihren Film einen sozialen Realismus verwendet mit den zu hörenden Schritte der Arbeiter, dem Quietschen eines Metalldrehkreuzes und dem Piepen von Auroras Scanner, der durch seine Zurückhaltung umso kraftvoller ist, und sie vermeide wilde Wendungen und gekünstelte Reden. Sie vertraue darauf, dass das Publikum von einer niederschmetternden Darstellung einer Frau mitgerissen wird, die durch unmenschliche Arbeitsbedingungen von innen heraus ausgehöhlt wird. Wenn die von Joana Santos gespielte verhärmte Schönheit Aurora gefilmt wird, als sie gerade schweigend ihrer Arbeit nachgeht, geschehe diese auf eine fesselnde Art. On Falling male so mit dem „Stoff des Lebens“, jede Szene sei ein kleines Wunder und die Raffinesse, mit der Auroras Psyche gestaltet wurde, sei phänomenal.

### Auszeichnungen
Dublin International Film Festival 2025
- Auszeichnung als Bester Film[18]

Festa del Cinema di Roma 2024
- Nominierung als Bester Erstlingsfilm[19]

Internationales Filmfestival Thessaloniki 2024
- Nominierung als Bester Film im Wettbewerb für den Goldenen Alexander
- Auszeichnung als Beste Schauspielerin (Joana Santos)[20][21]

London Film Festival 2024
- Auszeichnung mit dem Sutherland Award im First Feature Competition[22]

National Film Awards 2025
- Nominierung als Bester Spielfilm
- Nominierung als Beste Schauspielerin (Carlota Cotta)
- Nominierung als Beste Nebendarstellerin (Aisling Franciosi)
- Nominierung für die Beste Regie (Laura Carreira)
- Nominierung für das Beste Drehbuch (Eryk Rocha und Felipe Bragança)[23]

San Sebastian International Film Festival 2024
- Nominierung im Wettbewerb um die Goldene Muschel
- Lobende Erwähnung beim RTVE-Otra Mirada Award[24][25][26]
- Auszeichnung mit der Silbernen Muschel für die beste Regie (Laura Carreira)[27]